# Wolfgang Scheuring
Wolfgang Scheuring (* 22. April 1953) ist ein ehemaliger deutscher Fußballspieler.

## Karriere
Wolfgang Scheuring wechselte 1973 vom 1. Göppinger SV in die zweitklassige Regionalliga Süd, wo er für die Stuttgarter Kickers in seiner ersten Saison 28 Spiele absolvierte und dabei 10 Tore erzielte. Im Folgejahr spielte er mit den Kickers in der neu gegründeten 2. Bundesliga Süd.